# Atitlán Lacus
Pour les articles homonymes, voir Atitlán.
Atitlán Lacus est un lac de Titan, satellite naturel de Saturne.

## Caractéristiques
Son diamètre est de 13,7 km. Il a reçu le nom du Lac Atitlán, un lac du Guatemala.